# Palestrina (Italië)
Palestrina is een stad in Italië, 25 kilometer ten oosten van de hoofdstad Rome. De stad heeft ruim 21.000 inwoners.
De oude naam van de stad, die al in de Romeinse tijd werd gebruikt, is Praeneste of Preneste. Telegonus, de zoon van Odysseus en Circe, wordt wel als stichter van de stad genoemd. In de stad bevindt zich een archeologisch museum. Praeneste was in de oudheid bekend vanwege de grote Tempel van Fortuna Primigenia, die in 204 v.Chr. was gesticht door de consul Publius Sempronius Tuditanus. Restanten van de tempel zijn bewaard gebleven. Het 15e-eeuwse Palazzo Colonna Barberini is op de ruïne gebouwd.
Praeneste is ook bekend van de Fibula praenestina, de speld van Praeneste, een vondst uit 1871 in het Bernardinigraf in Praeneste. Hij dateert uit de 7e eeuw v.C. en zou het oudste Latijnse opschrift bevatten. Lange tijd werd er geopperd dat de speld een vervalsing zou zijn, maar latere onderzoeken in 2011 bevestigden de authenticiteit van de inscriptie. Daarnaast is de stad bekend van het grote Nijlmozaïek van Palestrina uit de 2e eeuw v.Chr., dat geldt als een van de belangrijkste nog bestaande Nijllandschappen uit de oudheid. Dit opus vermiculatum-mozaïek bestaat uit meer dan een half miljoen minuscule tesserae (mozaïeksteentjes) en bevindt zich in het Museo archeologico nazionale di Palestrina.

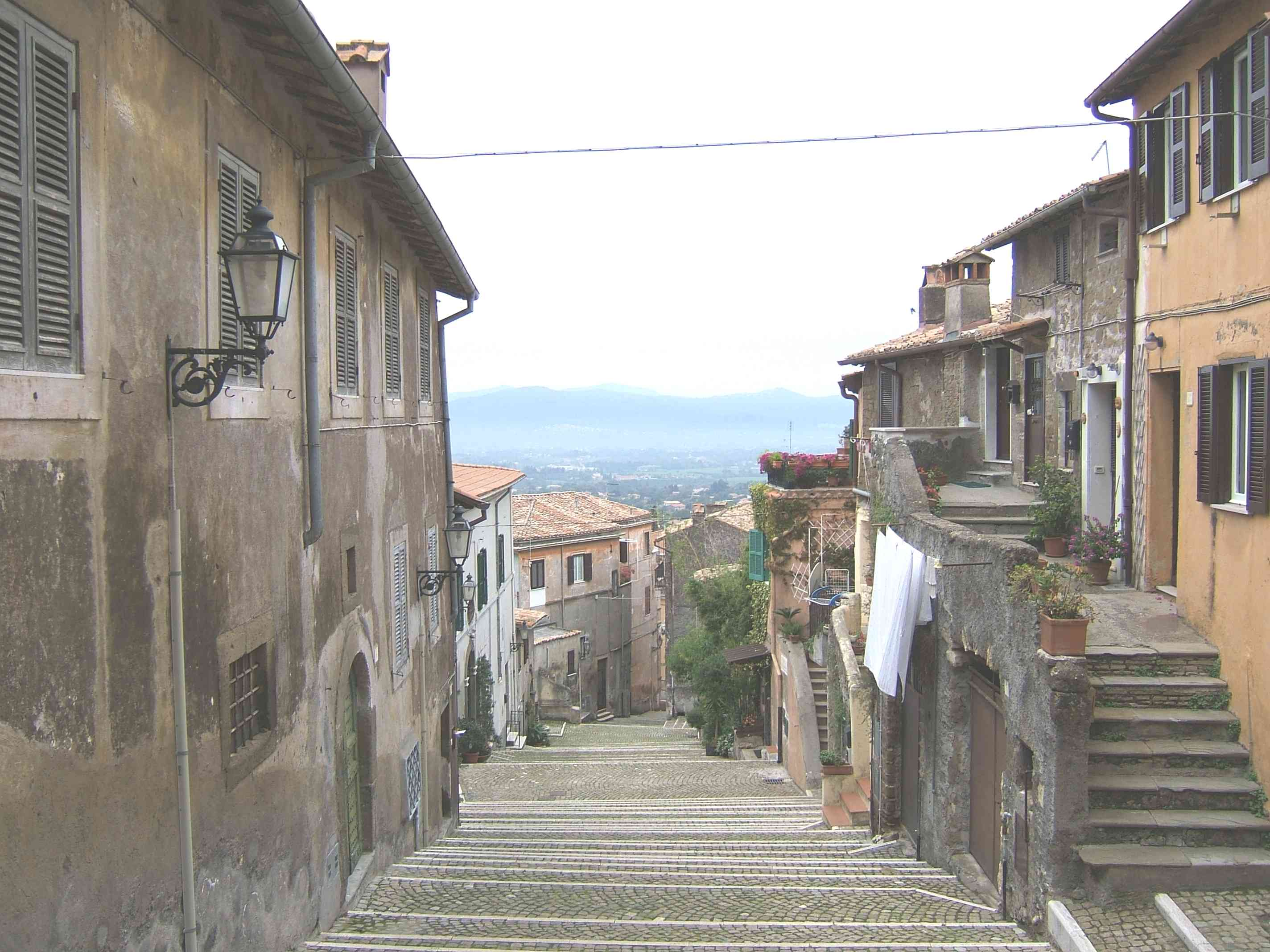
Straat in Palestrina

Palestrina is de bisschopszetel van het suburbicair bisdom Palestrina; de kathedraal is toegewijd aan de Romeinse martelaar Agapit.

## Geboren in Palestrina
- Giovanni Pierluigi da Palestrina (Il Prenestino) (1525-1594), componist van Renaissancemuziek
- Stefano Maderno (1575-1636), beeldhouwer en broer van Carlo Maderno
- Paus Innocentius XIII (1655-1724), geboren als Michael Angelo Conti
- Luca Sterbini (1992), wielrenner
- Simone Sterbini (1993), wielrenner

Affile · Agosta · Albano Laziale · Allumiere · Anguillara Sabazia · Anticoli Corrado · Anzio · Arcinazzo Romano · Ardea · Ariccia · Arsoli · Artena · Bellegra · Bracciano · Camerata Nuova · Campagnano di Roma · Canale Monterano · Canterano · Capena · Capranica Prenestina · Carpineto Romano · Casape · Castel Gandolfo · Castel Madama · Castel San Pietro Romano · Castelnuovo di Porto · Cave · Cerreto Laziale · Cervara di Roma · Cerveteri · Ciampino · Ciciliano · Cineto Romano · Civitavecchia · Civitella San Paolo · Colleferro · Colonna · Fiano Romano · Filacciano · Fiumicino · Fonte Nuova · Formello · Frascati · Gallicano nel Lazio · Gavignano · Genazzano · Genzano di Roma · Gerano · Gorga · Grottaferrata · Guidonia Montecelio · Jenne · Labico · Ladispoli · Lanuvio · Lariano · Licenza · Magliano Romano · Mandela · Manziana · Marano Equo · Marcellina · Marino · Mazzano Romano · Mentana · Monte Compatri · Monte Porzio Catone · Monteflavio · Montelanico · Montelibretti · Monterotondo · Montorio Romano · Moricone · Morlupo · Nazzano · Nemi · Nerola · Nettuno · Olevano Romano · Palestrina · Palombara Sabina · Percile · Pisoniano · Poli · Pomezia · Ponzano Romano · Riano · Rignano Flaminio · Riofreddo · Rocca Canterano · Rocca Priora · Rocca Santo Stefano · Rocca di Cave · Rocca di Papa · Roccagiovine · Roiate · Rome · Roviano · Sacrofano · Sambuci · San Cesareo · San Gregorio da Sassola · San Polo dei Cavalieri · San Vito Romano · Sant'Angelo Romano · Sant'Oreste · Santa Marinella · Saracinesco · Segni · Subiaco · Tivoli · Tolfa · Torrita Tiberina · Trevignano Romano · Vallepietra · Vallinfreda · Valmontone · Velletri · Vicovaro · Vivaro Romano · Zagarolo